# Birma op de Olympische Zomerspelen 1948
Birma, tegenwoordig Myanmar genoemd, debuteerde op de Olympische Spelen tijdens de Olympische Zomerspelen 1948 in Londen, Groot-Brittannië. Het land won tot op heden geen medailles.

## Deelnemers en resultaten
(m) = mannen, (v) = vrouwen 

### Atletiek
| Olympiër      | Discipline | Resultaat | Prestatie              |
| ------------- | ---------- | --------- | ---------------------- |
| Maung Sein Pe | 100m (m)   | onbekend  | serie 12: 6de in 11,78 |
| Maung Sein Pe | 200m (m)   | onbekend  | serie 11: 4de          |

### Boksen
| Olympiër        | Discipline | Resultaat | Prestatie                                                                                         |
| --------------- | ---------- | --------- | ------------------------------------------------------------------------------------------------- |
| Maung Myo Thant | -51kg (m)  | 9e        | 1ste ronde: W van CAN Sandulo: punten 2de ronde: V van NED Corman: scheidsrechterlijke beslissing |
| Saw Hardy       | -54kg (m)  | 9e        | 1ste ronde: vrij 2de ronde: V van CEY Perera: scheidsrechterlijke beslissing                      |
| Maung Myo Nyant | -57kg (m)  | DNS       | 1ste ronde: niet gestart                                                                          |

### Gewichtheffen
| Olympiër        | Discipline | Resultaat | Prestatie                                                                             |
| --------------- | ---------- | --------- | ------------------------------------------------------------------------------------- |
| Maung Win Maung | -56kg (m)  | 15e       | drukken: 5de met 82,5kg trekken: 12de met 82,5kg stoten: 15de met 100kg totaal: 265kg |

Afghanistan · Argentinië · Australië · België · Bermuda · Birma · Brazilië · Brits-Guiana · Canada · Ceylon · Chili · Colombia · Cuba · Denemarken · Egypte · Filipijnen · Finland · Frankrijk · Griekenland · Groot-Brittannië · Hongarije · Ierland · IJsland · India · Irak · Iran · Italië · Jamaica · Joegoslavië · Libanon · Liechtenstein · Luxemburg · Malta · Mexico · Monaco · Nederland · Nieuw-Zeeland · Noorwegen · Oostenrijk · Pakistan · Panama · Peru · Polen · Portugal · Puerto Rico · Republiek China · Singapore · Spanje · Syrië · Trinidad en Tobago · Tsjecho-Slowakije · Turkije · Uruguay · Venezuela · Verenigde Staten · Zuid-Afrika · Zuid-Korea · Zweden · Zwitserland